# Підкам'яна Тунгуска
Підка́м'яна Тунгу́ска, також Середня Тунгуска, Чулакан, у верхів'ях Ка́танга (рос. Подкаменная Тунгуска, евенк. Дулгу Катэнӈа) — річка у Сибіру, права притока Єнісею, протікає в основному територією Красноярського краю.
- Довжина — 1865 км,
- Сточище — 240 тис. км².
- Середні витрати води в гирлі — 1750 м³/сек

## Географія
Бере початок з Ангарського кряжа. Тече Середньосибірським плоскогір'ям. У верхів'ях (під назвою Катанга) тече широкою й глибокою долиною; від гирла Тетере долина звужується, річка вступає в смугу розвитку траппів. У річищі численні шквери і пороги (Нижній, Орон, Чамбінський, Панолікський, Мірюгинський, Дідусь, Вільмінський).
Живлення переважне снігове (60 %); дощове становить близько 16 %, підземне — близько 24 %. Повінь — з початку травня до кінця червня, у низинах — до початку липня. З липня до жовтня — літня межень, що переривається повенями (від однієї до чотирьох) із підйомом рівня до 5,5 м.
Зледеніння починається з середини жовтня, осінній льодохід триває 7—16 діб, зажори. Льодостав із кінця жовтня. Скресає в середині травня; льодохід триває 5—7 діб у верхів'ях і до 10 діб — у низинах, відбувається бурхливо, під час заторів рівень підіймається майже на 30 м.

## Визначні події
1908 року у басейні річки сталася так звана Тунгуська катастрофа, імовірно зумовлена падінням космічного об'єкта (комети чи астероїда). У результаті потужного вибуху на площі близько 2000 км² було повалено дерева, у радіусі кількохсот кілометрів вибито шибки у домівках, вибухова хвиля двічі обігнула земну кулю. Перші експедиції до місця катастрофи було організовано лише у 1920-х роках, тому перебіг подій та причини катастрофи з'ясовано не до кінця.

## Притоки
- Ліві: Камо, Вельмо
- Праві: Чула, Тетере, Чуня